# Pierre Larousse

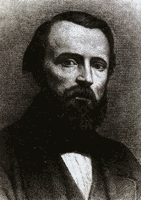
Pierre Larousse

Pierre Athanase Larousse, (Toucy, 23 oktober 1817 – Parijs, 3 januari 1875) was een Frans pedagogisch publicist, lexicograaf en uitgever. Hij is vooral bekend van het woordenboek dat naar hem is genoemd, Le Petit Larousse en van zijn encyclopedie: Grand Dictionnaire universel du XIXe siècle ("Le Grand Larousse").
Hij kwam uit een bescheiden gezin, moeder was cabaretière, zijn vader kolenhandelaar-smid. Pierre had grote bewondering voor Diderot. Hij volgde vrije cursussen aan de Parijse Sorbonne, maar studeerde ook aan het  Nationaal Conservatorium van Ambachten en Kunsten, en aan het beroemde Collège de France.
In 1852 startte hij met een eigen uitgeverij, de Librairie Larousse. Zijn belangrijkste werk was de Grand Dictionnaire universel du XIXe siècle. Het werk werd uitgegeven in zeventien boekdelen en het duurde elf jaar (1866-1877) om het volledig af te werken. De uitgeverij werkte na zijn dood verder en specialiseerde zich in encyclopedieën en referentiewerken. Bestaande uitgaven werden ook regelmatig heruitgegeven en geactualiseerd.

In de jaren zeventig van de twintigste eeuw verscheen een Nederlandse uitgave van de Grand Larousse encyclopédique, in de vorm van een encyclopedie in 25 delen: Grote Nederlandse Larousse Encyclopedie GNLE, verder aangevuld met supplementen en jaarboeken.

## Werken
- Traité complet d'analyse grammaticale (1850)
- Jardin des racines grecques (1858)
- Jardin des racines latines (1860)
- Grand Dictionnaire universel du XIXe siècle, 1866-1877